# タイ・ロー
タイ・ロー（Tajuan Ernest "Ty" Law, 1974年2月10日 - ）は、アメリカ合衆国ペンシルベニア州アリクイッパ出身のアメリカンフットボールの元アメリカンフットボール選手。現役時のポジションはコーナーバック。
ミシガン大学でカレッジフットボールをプレーした後、1995年のNFLドラフトでニューイングランド・ペイトリオッツから1巡目全体23番目で指名され、NFL入りした。ペイトリオッツでは3度のスーパーボウル制覇を果たし、プロボウルに2回、オールプロ第1チームに5回（内、1回はニューヨーク・ジェッツ所属）選出された。
現役通算で53インターセプトを記録し、2019年にプロフットボール殿堂入りするなど、NFL史上優れたディフェンスバックの1人として知られている。

## NFL

### ニューイングランド・ペイトリオッツ
ニューイングランド・ペイトリオッツは、1995年のNFLドラフトの1巡目全体23番目でローを指名した。ローは、2003年シーズンにペイトリオッツで同僚となるタイローン・プールに次いで、コーナーバックとして2番目に指名された。

#### 1995
1995年7月20日、ローはペイトリオッツと5年契約を締結した。トレーニングキャンプでポジション争いをした結果、ヘッドコーチのビル・パーセルズは、ローを3番手のコーナーバックとして開幕を迎えた。
ローは開幕戦のクリーブランド・ブラウンズ戦でNFLデビューをしたが、奇しくも、その時のブラウンズのヘッドコーチは後にペイトリオッツの黄金時代を築くビル・ベリチックであった。第4週には先発起用され、第12週には1番手のコーナーバックだったモーリス・ハーストの放出に伴い、1番手のコーナーバックに昇格した。
第8週では、ジム・ケリー率いるバッファロー・ビルズ・オフェンスに対し、6タックル、キャリア初の1インターセプトを決める大活躍をした。
第15週のニューヨーク・ジェッツ戦、シーズン最多の8タックル、1インターセプトを決めてブーマー・アサイアソン率いるジェッツから勝利を上げた。
第17週にも、シーズン最多の8タックルを上げた。この試合ではジム・ハーボーから初のQBサックを奪っている。
ローは、このシーズンを14試合出場、7試合先発で47タックル、9パス妨害、3インターセプト、1サックの記録を残した。

#### 1996
前クリーブランド・ブラウンズ・ヘッドコーチのビル・ベリチックがペイトリオッツのアシスタント・ヘッドコーチに就任した。このシーズンもローは先発コーナーバックとして、シーズンを迎えた。ローは第11週から第13週まで怪我により休場したが、自身初のインターセプト・リターン・タッチダウンを決めるなど、チームの地区優勝に貢献した。ローは、13試合出場、62タックル、9パス妨害、3インターセプト、1タッチダウンの記録を残した。
ローは自身初のプレーオフ先発を果たし、ピッツバーグ・スティーラーズ、ジャクソンビル・ジャガーズを破り、第31回スーパーボウルでスーパーボウルに初出場をした。しかし、QBブレット・ファーヴが所属していたグリーンベイ・パッカーズに敗れ、スーパーボウル初制覇を果たすことはできなかった。

#### 1997
第31回スーパーボウルに敗戦した後、ヘッドコーチのビル・パーセルズが解雇され、新ヘッドコーチとしてピート・キャロル（前49ersディフェンシブ・コーディネーター）が就任した。
このシーズン、ローは1番手のコーナーバックとして16試合に先発し、77タックル、11パス妨害、3インターセプトを記録した。

#### 1998
このシーズンもローは先発コーナーバックの座を維持した。第2週のインディアナポリス・コルツ戦ではQBペイトン・マニングから2つのインターセプトを奪い、リターンタッチダウンも1回決めた。第8週のマイアミ・ドルフィンズではシーズン自己最多の7タックルを決め、1つのインターセプトを奪った。
ローはこのシーズン、16試合出場で70タックル、32パス妨害、9インターセプト、1タッチダウンの記録を残し、ペイトリオッツ初の年間インターセプト1位となった。この好成績により、キャリア初のプロボウルに選出された。

#### 1999
シーズン開幕前、ローはペイトリオッツとの契約延長に合意し、6年契約を締結した。第6週のマイアミ・ドルフィンズ戦で7タックルを決め、ダン・マリーノからインターセプトリターンタッチダウンを決める活躍をした。シーズン終盤に手の怪我で3試合欠場し、このシーズンは13試合出場で57タックル、9パス妨害、2インターセプト、1タッチダウンの記録を残した。

#### 2000
前シーズン、8勝8敗に終わったペイトリオッツはヘッドコーチのピート・キャロルを解雇し、ニューヨーク・ジェッツのディフェンシブ・コーディネーターとなっていたビル・ベリチックをヘッドコーチに就任させた。新しいヘッドコーチの下でもローは先発コーナーバックの地位を維持した。このシーズンも第3週のカンザスシティ・チーフス戦で9タックルを決めるなど、安定的な活躍を見せていた。しかし、シーズン最終戦を前にローは薬物所持で検挙された。所持していた薬物が少量であったため、起訴は免れたが、事態を重く見たキャロルはローに出場停止処分を下した。

#### 2001-2002
ローは新しいディフェンシブ・コーディネーターの下で1番手のコーナーバックとして復帰し、チームのスーパーボウル初制覇に貢献した。このスーパーボウル（第36回スーパーボウル）で、ローはセントルイス・ラムズのカート・ワーナーからインターセプトを奪い、47ヤードのりーターンタッチダウンを決めて、チームの初得点を上げた。

#### 2003
ローはこの年、記録的な強力守備の一員として、プロボウルに選出された（1試合平均失点（14.9）、対戦相手パサーレイティング（56.2）、インターセプト（29）、被パッシングTD（29））。 AFCチャンピオンシップゲームでは、インディアナポリス・コルツのペイトン・マニングからインターセプトを奪い、チームの勝利に貢献した。過去3年で2度目のスーパーボウル出場となった第38回スーパーボウルでカロライナ・パンサーズを破り、スーパーボウル連覇を果たした。

#### 2004
チームは第39回スーパーボウルを制覇したが、ローは足の怪我により、レギュラーシーズンを9試合、プレーオフを全試合欠場した。

#### 2005
2005年2月、高額な年俸がネックとなり、ローはペイトリオッツから放出された。チームを離れることになったが、節目でのペイトリオッツの記念チームには必ず選出され、2014年にはペイトリオッツの殿堂入りを果たしている。

### ニューヨーク・ジェッツ
2005年8月、ローはジェッツと3年契約を締結した。移籍1年目、ローは自己最多の10インターセプトを決める活躍をした。ジェッツで唯一ファン投票によるプロボウル出場をしたが、高額な年俸がジェッツのサラリーキャップを圧迫したため、シーズン終了後、チームから放出された。

### カンザスシティ・チーフス
2006年7月、ローはチーフスと契約を締結した。前シーズン、ジェッツのヘッドコーチを務めたエドワーズがこのシーズンからチーフスのヘッドコーチに就任したため、ヘッドコーチとともにチームを移籍する形となった。

### ニューヨーク・ジェッツ
ローは3年ぶりにニューヨーク・ジェッツと1年契約を締結したが、シーズン終了後放出された。

### デンバー・ブロンコス
2009年11月、ローはデンバー・ブロンコスと契約を締結した。。これにより、ブロンコスのバックス陣には30歳以上の選手が5人所属し、合わせて30回のプロボウル選出というベテランで構成されることとなった。 ローは、このシーズンを10タックル、1インターセプトという記録で終えた。
ローはシーズン終了後、チームから放出され、このシーズンをもって引退した。

## 成績
| 年   | チーム | 先発 | Comb | Solo | Ast | Sack | FF | FR | Yds | Int | Yds | Avg | Lng | TD | PD  |
| ---- | ------ | ---- | ---- | ---- | --- | ---- | -- | -- | --- | --- | --- | --- | --- | -- | --- |
| 1995 | NE     | 14   | 47   | 40   | 7   | 1.0  | 0  | 0  | 0   | 3   | 47  | 16  | 38  | 0  | 9   |
| 1996 | NE     | 13   | 62   | 56   | 6   | 0.0  | 0  | 0  | 0   | 3   | 45  | 15  | 38  | 1  | 9   |
| 1997 | NE     | 16   | 77   | 69   | 8   | 0.5  | 0  | 1  | 0   | 3   | 70  | 23  | 40  | 0  | 11  |
| 1998 | NE     | 16   | 70   | 60   | 10  | 0.0  | 0  | 1  | 0   | 9   | 133 | 15  | 59  | 1  | 32  |
| 1999 | NE     | 13   | 57   | 48   | 9   | 0.5  | 2  | 1  | 0   | 2   | 20  | 10  | 27  | 1  | 9   |
| 2000 | NE     | 15   | 74   | 58   | 16  | 0.0  | 0  | 0  | 0   | 2   | 32  | 16  | 32  | 0  | 11  |
| 2001 | NE     | 16   | 69   | 59   | 10  | 1.0  | 0  | 0  | 0   | 3   | 91  | 30  | 46  | 2  | 9   |
| 2002 | NE     | 16   | 76   | 59   | 17  | 1.0  | 1  | 1  | 0   | 4   | 33  | 8   | 29  | 0  | 10  |
| 2003 | NE     | 15   | 73   | 60   | 13  | 0.0  | 0  | 0  | 0   | 6   | 112 | 19  | 65  | 1  | 23  |
| 2004 | NE     | 7    | 28   | 23   | 5   | 0.0  | 0  | 0  | 0   | 1   | 0   | 0   | 0   | 0  | 3   |
| 2005 | NYJ    | 16   | 62   | 45   | 17  | 0.0  | 0  | 0  | 0   | 10  | 195 | 20  | 74  | 1  | 18  |
| 2006 | KC     | 16   | 68   | 64   | 4   | 1.0  | 3  | 0  | 0   | 4   | 11  | 3   | 16  | 0  | 9   |
| 2007 | KC     | 16   | 47   | 39   | 8   | 0.0  | 0  | 0  | 0   | 2   | 2   | 1   | 2   | 0  | 13  |
| 2008 | NYJ    | 7    | 19   | 14   | 5   | 0.0  | 1  | 0  | 0   | 0   | 0   | 0   | 0   | 0  | 2   |
| 2009 | DEN    | 7    | 10   | 9    | 1   | 0.0  | 0  | 0  | 0   | 1   | 37  | 37  | 37  | 0  | 1   |
| 通算 | 通算   | 203  | 839  | 703  | 136 | 5.0  | 7  | 4  | 0   | 53  | 828 | 16  | 74  | 7  | 169 |

## 引退後
ローは引退後、トランポリンを備えた娯楽施設チェーンであるローンチ・トランポリン・パークを設立した。同チェーンは東海岸の都市を中心に店舗数を増加させ、トランポリン・ドッジボールなどが行われている。
2014年にペイトリオッツの殿堂入りした後、2019年、プロフットボール殿堂入りした。